# Dietrich Schubert (Filmemacher)
Dietrich Schubert (* 12. August 1940 in Görlitz) ist ein deutscher Fotograf, Drehbuchautor, Filmproduzent, Kameramann und Filmregisseur.

## Leben
Schubert wuchs im Allgäu und im Rheinland auf. Er fuhr zwei Jahre zur See. Im Anschluss daran machte er eine Fotografenlehre. Dann sammelte er Erfahrungen als Kamera- und Regieassistent. Dabei war er als Kameramann für das ZDF tätig und filmte zusammen mit Dieter Kürten Fußballspiele und andere Sportereignisse. Seit 1968 ist er freier Filmemacher und Fotograf. Schubert verfügt über eine eigene Filmproduktion. Er machte mehr als 70 Filme für Fernsehen und Kino. Seit 2010 ist er vorwiegend als Fotograf tätig. Er lebt in Kronenburg in der Eifel, wo er seine Fotos auf Ausstellungen zeigt.

## Themen und Anliegen
Schubert hat vorwiegend Dokumentarfilme gedreht. Eines seiner Themen ist die Eifel und ihre Bewohner. Er wird als visueller Chronist der Eifel bezeichnet. Zu diesem Thema hat er 18 Filme gemacht.
Ein weiteres Thema ist die jüngere deutsche Vergangenheit. Schubert erfuhr nach dem Tod seines Vaters, dass dieser Mitglied der SS und Wachmann des KZs Buchenwald gewesen war. Er fand ein Foto, das ihn als kleines Kind mit seinem Vater in der Umgebung des KZs zeigte. Schubert meint, dass ihm daraus vielleicht das Bedürfnis erwachsen ist, Filme über diese Vernichtungslager und über die Flucht der Juden zu drehen. Auch hat er Interviews mit Widerstandskämpfern gegen den Nationalsozialismus geführt und darüber Dokumentarfilme geschaffen. Er fotografiert die Standorte ehemaliger Gefangenenlager aus dem Zweiten Weltkrieg.
Außerdem machte Schubert Filme über Reisen in die nordafrikanischen Wüsten.

## Preise
Schubert erhielt mehrere Preise, darunter
- 1981: den Grimme-Preis für Steck lieber mal was ein
- 1981: den Preis der deutschen Filmkritik
- 1985: den 1. Preis beim Wettbewerb der TV-Regionalprogramme (Kategorie: lange Filme) für Mögen die Eichen nach uns wachsen
- 1991: den Filmpreis des Landes Rheinland-Pfalz für Nicht verzeichnete  Fluchtbewegungen oder Wie die Juden in der Eifel in die Freiheit kamen
- 2008: den Horst-Konejung-Preis[1][2]

## Filmografie
kombiniert als Filmproduzent, Drehbuchautor, Regisseur, Kameramann, Schnitt, Ton, Mitwirkender, Interviews usw. (Auswahl)
- 2012: Köln 5 Uhr 30 / 13 Uhr 30 / 21 Uhr 30
- 2011: Allein die Wüste
- 2010: Der Traum lebt mein Leben zu Ende
- 2007: Die Seele aber wird allein in der Wüste gewaschen
- 2005: Spuren in der Sahara
- 1999: In Deutschland unerwünscht: Hermann Gräbe
- 1996: Unterwegs als sicherer Ort
- 1995: Wir sind Sternenstaub Film über die Arbeit von Johannes Schmid-Burgk
- 1991: Ein blindes Pferd darf man nicht belügen. Geschichten aus der West-Eifel
- 1992: Nachkriegsjahre in der Eifel
- 1990: Nicht verzeichnete Fluchtbewegungen oder Wie die Juden in der West-Eifel in die Freiheit kamen
- 1989: Kriegsjahre in der Eifel
- 1988: Jenseits von Blau
- 1986: Ein trefflich rauh Land. Ein Jahr in der Schnee-Eifel
- 1984: Nieder mit den Deutschen
- 1982: Ziemlich weit weg
- 1982: Es geht um mehr als nur ums Überleben
- 1981: Ein Film über den dichter werdenden Nebel im deutschen Winterwald
- 1979: Nachforschungen über die Edelweißpiraten
- 1980: 365 Tage im Jahr
- 1979: ...das ist des Arbeitsmannes Los. Auf der Suche nach alten Liedern im Ruhrgebiet
- 1979: Da hab ich ja noch Glück gehabt
- 1978: Ich bin 18 Jahre alt und lebe in der DDR
- 1976: Widerstand und Verfolgung in Köln 1933-1945
- 1974: Die Zeit ist für die Lieder und gegen die Panzer – Mikis Thedorakis

nur als Regisseur (Auswahl)
- 2001: Mathi Schenks letzte Reise nach Polen
- 1979: Steck lieber mal was ein. Ein Schüler wird Lehrling
- 1977: Die Chemiearbeiterstadt. Wohnen in Halle-Neustadt (DDR)
- 1976: Bisher haben wir ja immer nur gearbeitet – Ein Arbeiter wird Rentner

nur als Kameramann (Auswahl)
- 1972: Die Maschine
- 1972: Es kommt drauf an, sie zu verändern
- 1971: Aus eigener Kraft – Frauen in Vietnam

## Fotoausstellungen (Auswahl)
- 2023: Eifel – Menschen & Landschaften
- 2021: Von der strategisch wichtigen Bahnlinie zum beliebten Kyll-Radweg
- 2021: Zwangsarbeiterlager in der Nordeifel